# 世界のティーンエージャー
世界のティーンエージャー（せかいのティーンエイジャー 原題:Les Teenagers）は1968年のフランスのモンド映画。日本公開は1968年（昭和43年）の東宝東和配給。

## 概説
「二十歳の恋」「骨と肉」などのプロデューサー、ピエール・ルスタンが、製作・監督したドキュメンタリー映画で、文字通り10代の若者に焦点を当てる風俗系のモンド映画であり、類似映画に｢mondo-teeno Teenage Rebellion｣（1968年）がある。撮影は一年半にわたっておこなわれた。

## 内容
フランスをはじめ、イギリス・ドイツ・スウェーデンの若者風俗や中国の紅衛兵などが取り上げられる。